# Гідротермальні процеси
Гідротермальні процеси — ендогенні геологічні процеси утворення та перетворення мінералів та руд, що відбуваються в земній корі на середніх та малих глибинах за участю гарячих водних розчинів при високих тисках. В результаті гідротермальних процесів відбувається формування утворень-гідротермалітів: рудних жил та рудних родовищ. Так, більшість поліметалічних, золоторудних, уранових та кристаловмісних промислово значущих родовищ мають гідротермальне походження. Порожнини, звичайні для багатьох гідротермальних жил, є одним з основних джерел отримання високоякісних колекційних кристалів і друз, що згодом користуються все ширшим попитом на світовому ринку.